# 索尼定時器

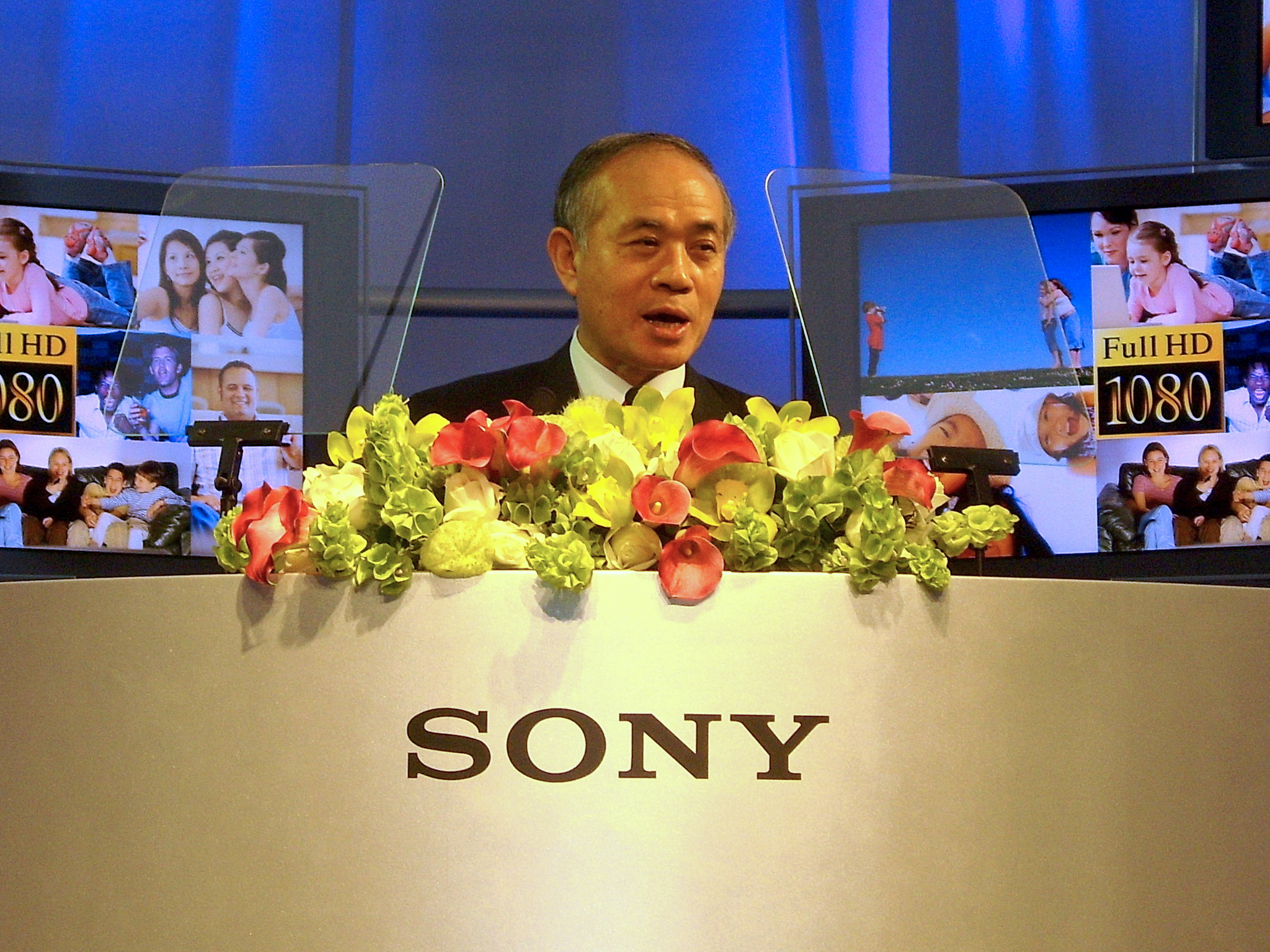
SONY中鉢良治社长正在否认SONY定时器的存在

SONY定时器（日语：ソニータイマー，SONY Timer）是一種都市傳說，意指索尼公司希望消費者持續購買新機種，而藉由先進的製造技術去控制產品的工作期限，使產品只要一過保固期就會損壞，讓消費者不得不購買新機來使用，並藉此達到刺激索尼公司業績成長的效果。然而此說法沒有證據支持，SONY社長中鉢良治已經在一次股東大會上否認「SONY定時器」的存在。

## 官方說法
- 2006年6月16日在Genesys日本用戶大會「G-Force Japan 2006」上，SONY的VAIO代表向大會說「我們並沒有植入『讓產品在一年又一個月後就故障的SONY定時器』。但這樣的形象仍然存在大眾腦海。行銷部、售後服務與產品研發部緊密合作，這才是我們想要的形象。」。為了澄清大家對「SONY定時器」的疑慮，SONY派出代表作出上述的說明。[1]

- 2007年6月21日在SONY股東大會上，中鉢社長就SONY產品捱不過一定期限的眾多批評聲做出回應：「品質、價格和供應的三個平衡點出現了失衡，這將引起麻煩。『SONY定時器』一說，我有聽聞。」現在要做的，是重視品質管理人員的委任，和防止輸出品質不達標的產品，他也說「為了最終品質保證將傾全力」，並請求諒解。[2]

## 新聞報章
2006年9月30日的讀賣新聞早晨版第3頁，關於SONY子公司Sony Energy Device製造的筆記本電腦鋰電池因異常發熱問題引起爆炸的新聞中，有一欄命題為「回到製造的本質」，提到「SONY定時器」，文章內提到有使用者提起產品會在一定時期中發生故障的指責。
「SONY定時器」是該刊物在報導SONY啟動問題鋰電池全球回收時，以大版面加以敘述的相關名詞。

## 相關連結
- 计划报废
- 產品生命周期

## 注腳
1. ↑  . ITmedia. ITmedia Inc. 2006-06-16  [2009-07-21]. （原始内容存档于2020-11-27） （日语）.
2. ↑  . . Bloomberg.co.jp. 2007-06-21  [2009-07-21]. （原始内容存档于2007-06-26） （日语）.
3. ↑  2006年9月30日的讀賣新聞早晨版第3頁